# Хупер (фильм)
«Хупер» (англ. Hooper) — комедийный фильм об американских каскадёрах.

## Сюжет
Санни Хупер — это каскадёр в возрасте, остающийся лучшим каскадёром. Он выполняет очень рискованные трюки и, по-видимому, что-то ломает, но не обращает на это особого внимания. Вместе с друзьями он гоняет по трассам с невероятной скоростью, издевается над полицейскими и дерётся в барах. Однако один новичок пытается соперничать с ним. Он прыгает с высоты 150 футов, в то время как сам Санни прыгнул только с 75 футов. Его молодого конкурента Ски начинают приглашать сниматься вместо него. Однажды Ски предлагает невероятно сложный трюк, который могут исполнить только два каскадёра. Они должны пролететь в машине с турбодвигателями над обрывом более трёхсот футов. Санни соглашается исполнить трюк вместе со Ски. 

## В ролях
- Бёрт Рейнольдс — Санни Хупер
- Салли Филд — Гвен Дойл
- Ян-Майкл Винсент — Дельмор «Лыжи» Шидски
- Брайан Кит — Джоко Дойл
- Роберт Клейн[англ.] — Роджер Дил
- Джон Марли — МаксJohn Бернс
- Джеймс Бест[англ.] — Калли
- Алфи Вайз — Тони
- Адам Вест — играет себя
- Терри Бредшо — Браулер

## Признание
- 1979 — номинация на премию «Оскар» в категории «Лучший звук» (Роберт Кнудсон, Роберт Гласс, Дон МакДугалл и Джек Соломон)[1]